# Delias niepelti
Delias niepelti é uma borboleta da família Pieridae. Foi descrita por Carl Ribbe em 1900. É endémica da Nova Guiné. O nome homenageia Friedrich Wilhelm Niepelt.
A envergadura é de cerca de 68 a 76 mm para os machos e 62 a 80 mm para as fêmeas. Os adultos podem ser distinguidos de todos os outros no grupo de espécies niepelti pela ausência de uma mancha costal branca na parte inferior dos membros posteriores.

## Subespécies
- D. n. niepelti (Planalto Central, Papua Nova Guiné)
- D. n. henki Yagishita, 1997 (Abmisibil, Irian Jaya)